# قائمة مواقع التراث العالمي في تايلاند
يوجد في تايلاند 5 مواقع من مواقع التراث العالمي وهم:
1. مدينة أيوتايا التاريخية
2. محميات حيوانات ثونغ ياي – هواي كا كانغ
3. مدينة سوكوتاي التاريخية
4. موقع بان شيانغ الأثري
5. مجمع دونغ فايايين كاو ياي الحرجي